# Horehronie (cântec)
„Horehronie” este un cântec pop compus de Martin Kavulič, cu versuri scrise de poetul Kamil Peteraj, și interpretat de Kristína Peláková, care a reprezentat Slovacia la Concursul Muzical Eurovision 2010. Cântecul „Horehronie” a câștigat finala selecției naționale slovace pe 27 februarie 2010, obținând cea mai mare parte din televot și clasându-se pe locul doi în clasamentul juriului.
Cântecul se referă la o regiune din Slovacia, numită Horehronie.

## Prestația în clasamente
| Clasament (2010)               | Poziție |
| ------------------------------ | ------- |
| Hungarian Airplay Chart Mahasz | 67      |
| Slovakian IFPI Singles Chart   | 1       |